# بينديكت أميرة الدنمارك
بينديكت أميرة الدنمارك (بالدنماركية: Prinsesse Benedikte)‏ (29 أبريل 1944) هي الإبنه الثانية لفريدريك التاسع ملك الدنمارك وإنغريد ملكة الدنمارك.

## روابط خارجية
- بينديكت أميرة الدنمارك على موقع IMDb (الإنجليزية)